# Saturnin ou le Bon Allumeur
Saturnin ou le Bon Allumeur est un film muet français réalisé par Louis Feuillade et sorti en 1921.

## Fiche technique
- Réalisateur : Louis Feuillade
- Format : Muet - Noir et blanc - 1,33:1 - 35 mm
- Pays de production : France
- Genre : Court métrage
- Date de sortie : 
  - France : octobre 1921

## Distribution
- Georges Biscot : Saturnin
- Jeanne Rollette : Mélie
- Madame Gordenko : la concierge
- Robert Florey : un gazier
- Émile André
- Édouard Mathé